# Krzesany (Kilar)
Krzesany – poemat symfoniczny Wojciecha Kilara z 1974 roku, którego prawykonanie miało miejsce w Warszawie podczas Międzynarodowego Festiwalu Muzyki Współczesnej „Warszawska Jesień” 24 września 1974. Kompozytor dedykował utwór Filharmonii Narodowej.

## Historia
Krzesany, urastając do rangi dzieła przełomowego, pozwolił Kilarowi na wyrwanie się z dominującego nurtu awangardowego. Nawiązanie do muzyki Podhala pozwoliło na rozpoczęcie realizacji własnych koncepcji artystycznych. Kompozytor ukończył swój poemat choreiczny 14 lipca 1974. Wykonano go po raz pierwszy 29 września 1974.
Wraz z Kościelcem 1909, Siwą mgłą i Orawą, Krzesany stanowi swego rodzaju „Kilarowski poliptyk tatrzański”, ze względu na wspólne tym kompozycjom: nawiązania do tradycji muzyki tonalnej, użycie skal góralskich, tanecznych rytmów lub charakterystycznego sposobu gry podhalańskich instrumentalistów.

## Forma
Poemat jest utworem jednoczęściowym.